# Armenisch-bulgarische Beziehungen
Armenisch-bulgarische Beziehungen beschrieben die bilateralen Beziehungen zwischen Armenien und Bulgarien. Diplomatische Beziehungen zwischen den beiden Staaten bestehen seit ihrer Aufnahme im Jahre 1992. Armenien unterhält eine Botschaft in Sofia und Bulgarien seit dem 19. Dezember 1999 eine Botschaft in Jerewan. Beide Staaten sind zudem Teil der Schwarzmeer-Wirtschaftskooperation.

## Geschichte

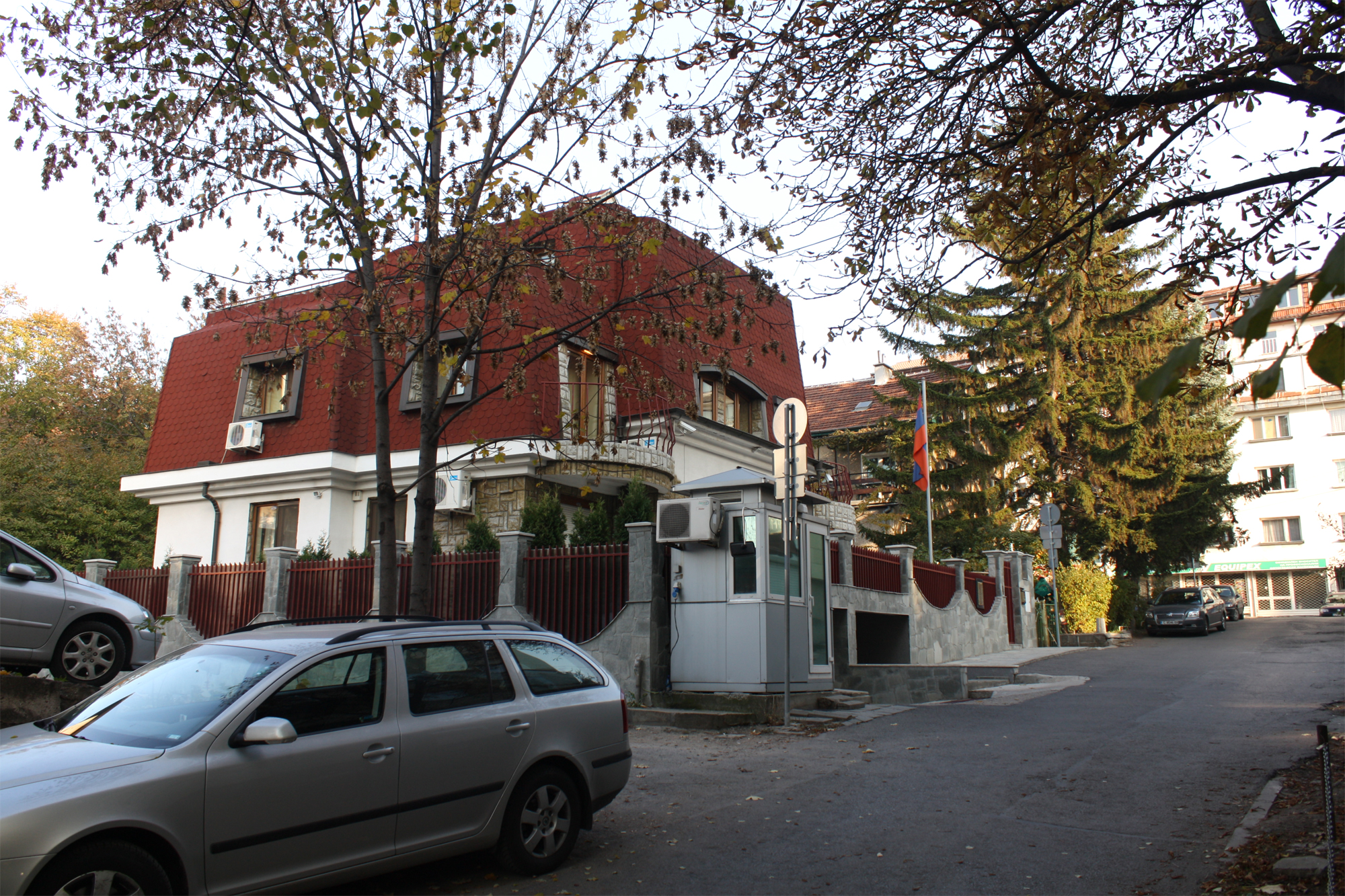
Armenische Botschaft in Sofia

Die erste Erwähnung von Armeniern in Bulgarien stammt aus dem Goldenen Zeitalter des Ersten Bulgarischen Reiches. Die zahlreichen Grenzverschiebungen im Mittelalter zwischen Bulgarien und Byzanz führten auch zur Herrschaftsgebiete von armenisch-byzantinische Adlige auf dem Gebiet des heutigen Bulgariens (siehe z. B. Gregor Pakourianos). Auch eine der bedeutendsten Personen der bulgarische Geschichte, Zar Samuil, war Halb-Armenier. Somit reichen die Verbindungen und auch die Freundschaft beider Völker schon weit in die Vergangenheit zurück.
Die Präsidenten Armeniens statteten Bulgarien bereits mehrere offizielle Besuche ab, dasselbe gilt umgekehrt auch für die Präsidenten und Premierminister Bulgariens. Armenien exportiert vorrangig Chemikalien, Altmetalle und Rohmaterialien nach Bulgarien, während Bulgarien überwiegend Mineralien, verarbeitete Lebensmittel, Gummi und Rohmaterialien nach Armenien exportiert. Die bulgarische Hafenstadt Varna ist zudem ein beliebtes armenisches Reise- und Urlaubsziel.
2015 erkannte Bulgarien offiziell den Völkermord an den Armeniern an.

## Armenische Diaspora in Bulgarien

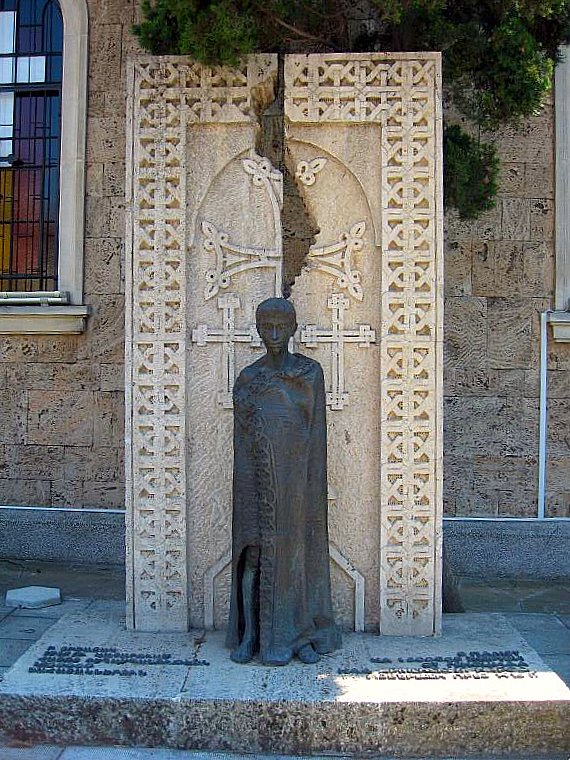
Mahnmal für den Völkermord an den Armeniern in Burgas

Der Volkszählung von 2011 zufolge bilden Armenier mit einer Einwohnerzahl in Höhe von 6.552 die viertgrößte Minderheit Bulgariens.
Zurzeit leben etwa 30.000 Menschen armenischer Abstammung in Bulgarien.